# Patricia Hy
Patricia Hy (Phnom Penh, 22 augustus 1965) is een voormalig tennisspeelster. Geboren in Cambodja, kwam zij in het begin van haar tennisloopbaan uit voor Hongkong. In 1991 verkreeg zij de Canadese nationaliteit – sinds Roland Garros 1991 speelde zij voor Canada. Na haar huwelijk met de Canadese tenniscoach Yves Boulais (november 1994) schreef zij zich als Patricia Hy-Boulais op toernooien in. Zij was actief in het proftennis van 1986 tot en met 1998.

## Loopbaan

### Enkelspel
Hy debuteerde in 1981 meteen op een WTA-toernooi, namelijk het WTA-toernooi van Hongkong. Zij stond in 1983 voor het eerst in een finale, op het ITF-toernooi van San Antonio (VS) – zij verloor van de Britse Amanda Brown. Een week later veroverde Hy haar eerste titel, op het ITF-toernooi van Miami (VS), door de Britse Kate Brasher te verslaan. In totaal won zij vier ITF-titels, de laatste in 1988 in Detroit (VS).
Hy stond in 1986 voor het eerst in een WTA-finale, op het toernooi van Taipei – hier veroverde zij haar eerste en enige WTA-enkelspeltitel, door de Argentijnse Adriana Villagrán te verslaan. In 1995 speelde zij nog eenmaal in een WTA-finale, op het WTA-toernooi van Bournemouth.
Haar beste resultaat op de grandslamtoernooien is het bereiken van de kwartfinale, op het US Open 1992. Haar hoogste positie op de WTA-ranglijst is de 28e plaats, die zij bereikte in maart 1993.

### Dubbelspel
Hy was in het dubbelspel minder actief dan in het enkelspel. Zij debuteerde in 1982 meteen op een WTA-toernooi, namelijk het Borden Classic, samen met de Koreaanse Helen Park. Zij stond in 1984 voor het eerst in een finale, op het ITF-toernooi van Peterborough (VK), samen met de Nederlandse Marianne van der Torre – hier veroverde zij haar eerste titel, door het Britse duo Glynis Coles en Denise Parnell te verslaan. In totaal won zij vijf ITF-titels, de laatste in 1988 in Chicago (VS).
Hy stond in 1993 voor het eerst in een WTA-finale, op het toernooi van Indian Wells, samen met de Amerikaanse Ann Grossman – zij verloren van het koppel Rennae Stubbs en Helena Suková. In 1994 veroverde Hy haar eerste en enige WTA-dubbelspeltitel, op het toernooi van Auckland, samen met de Argentijnse Mercedes Paz, door Jenny Byrne en Julie Richardson te verslaan.
Haar beste resultaat op de grandslamtoernooien is het bereiken van de halve finale, op het Australian Open 1987 waar zij, samen met de Japanse Etsuko Inoue, via het kwalificatietoernooi een plaats in de hoofdtabel had moeten veroveren. Haar hoogste positie op de WTA-ranglijst is de 36e plaats, die zij bereikte in maart 1987.

### Tennis in teamverband
In de periode 1981–1987 maakte Hy deel uit van het Hongkong Fed Cup-team en in 1991–1998 van het Canadese Fed Cup-team – zij vergaarde in totaal een winst/verlies-balans van 27–27.

## Posities op deWTA-ranglijst
Positie per einde seizoen:
| jaar | rang enkelspel | rang dubbelspel |
| ---- | -------------- | --------------- |
| 1983 | 68             | –               |
| 1984 | 213            | –               |
| 1985 | 324            | –               |
| 1986 | 102            | 218             |
| 1987 | 101            | 48              |
| 1988 | 208            | 67              |
| 1989 | 227            | 175             |
| 1990 | 106            | 172             |
| 1991 | 57             | 218             |
| 1992 | 31             | 243             |
| 1993 | 41             | 65              |
| 1994 | 64             | 82              |
| 1995 | 75             | 73              |
| 1996 | 68             | 74              |
| 1997 | 64             | 85              |
| 1998 | 298            | 219             |

## Palmares
| Legenda                |
| ---------------------- |
| Grandslamtoernooi      |
| Olympische Spelen      |
| Year-End Championships |
| Tier I                 |
| Tier II                |
| Tier III               |
| Tier IV & V            |

### WTA-finaleplaatsen enkelspel
| nr.              | finale     | toernooi        | ondergrond | tegenstandster     | score         |         |
| ---------------- | ---------- | --------------- | ---------- | ------------------ | ------------- | ------- |
| gewonnen finales |            |                 |            |                    |               |         |
| 1.               | 1986-10-12 | WTA Taipei      | tapijt (i) | Adriana Villagrán  | 6-7, 6-2, 6-3 | details |
| verloren finales |            |                 |            |                    |               |         |
| 1.               | 1995-05-20 | WTA Bournemouth | gravel     | Ludmila Richterová | 7-6, 4-6, 3-6 | details |

### WTA-finaleplaatsen vrouwendubbelspel
| nr.              | finale     | toernooi         | ondergrond | partner         | tegenstandsters                     | score    |         |
| ---------------- | ---------- | ---------------- | ---------- | --------------- | ----------------------------------- | -------- | ------- |
| gewonnen finales |            |                  |            |                 |                                     |          |         |
| 1.               | 1994-02-06 | WTA Auckland     | hardcourt  | Mercedes Paz    | Jenny Byrne Julie Richardson        | 6-4, 7-6 | details |
| verloren finales |            |                  |            |                 |                                     |          |         |
| 1.               | 1993-02-28 | WTA Indian Wells | hardcourt  | Ann Grossman    | Rennae Stubbs Helena Suková         | 3-6, 4-6 | details |
| 2.               | 1995-05-20 | WTA Bournemouth  | gravel     | Kerry-Anne Guse | Mariaan de Swardt Ruxandra Dragomir | 3-6, 5-7 | details |

## Resultaten grandslamtoernooien
| Legenda | Legenda                          |
| ------- | -------------------------------- |
| g.t.    | geen toernooi gehouden           |
| l.c.    | lagere categorie                 |
| –       | niet deelgenomen                 |
| G       | uitgeschakeld in de groepsfase   |
| 1R      | uitgeschakeld in de eerste ronde |
| 2R      | uitgeschakeld in de tweede ronde |
| 3R      | uitgeschakeld in de derde ronde  |
| 4R      | uitgeschakeld in de vierde ronde |
| KF      | uitgeschakeld in de kwartfinale  |
| HF      | uitgeschakeld in de halve finale |
| F       | de finale verloren               |
| W       | het toernooi gewonnen            |
| w-v     | winst/verlies-balans             |

### Enkelspel
| Australian Open | –  | –  | 2R | 1R | –  | 2R | 2R | 2R | 1R | 1R | 1R | 2R | 1R |
| Roland Garros   | –  | 1R | 1R | –  | 1R | 2R | 4R | 3R | 1R | 2R | 1R | 2R | 1R |
| Wimbledon       | 2R | –  | 1R | –  | –  | 3R | 3R | 3R | 1R | 2R | 4R | 4R | 2R |
| US Open         | 3R | –  | 2R | –  | 2R | 3R | KF | 2R | 3R | 3R | 1R | 2R | –  |

### Vrouwendubbelspel
| Toernooi        | 1983 | 1984 | 1985 |    | 1987 | 1988 | 1989 | 1990 | 1991 | 1992 | 1993 | 1994 | 1995 | 1996 | 1997 | 1998 |
| --------------- | ---- | ---- | ---- | -- | ---- | ---- | ---- | ---- | ---- | ---- | ---- | ---- | ---- | ---- | ---- | ---- |
| Australian Open | –    | –    | –    | HF | 3R   | 1R   | –    | 1R   | 1R   | 2R   | 1R   | 2R   | 2R   | 2R   | 1R   |      |
| Roland Garros   | –    | 1R   | 2R   | 1R | –    | 1R   | –    | –    | –    | 2R   | –    | 1R   | 1R   | 2R   | 2R   |      |
| Wimbledon       | –    | –    | –    | 1R | 1R   | 1R   | –    | –    | –    | 1R   | 1R   | 1R   | 2R   | 1R   | –    |      |
| US Open         | 1R   | –    | –    | 1R | 1R   | 1R   | 1R   | –    | –    | 1R   | 1R   | 2R   | KF   | 1R   | –    |      |

### Gemengd dubbelspel
| Australian Open | –  | –  | 1R | –  | –  | –  | –  |
| Roland Garros   | –  | –  | –  | –  | –  | 2R | –  |
| Wimbledon       | 1R | 1R | 1R | 1R | 1R | 1R | 1R |
| US Open         | –  | –  | –  | –  | –  | –  | –  |